# 徐素霞
徐素霞，台灣兒童繪本作家，童書作家，圖畫書作家，兒童文學學者。著有《創意童話》、《第一次拔牙》、《追尋美好世界的李澤藩》、《踢踢踏》等多本繪本著作。

## 作品
- 1987，《創意童話》，洪建全教育文化基金會。
- 1990，《第一次拔牙》，信誼基金會出版社。
- 2003，《媽媽，外面有陽光》，和英出版社。
- 2005，《追尋美好世界的李澤藩》，青林出版社。
- 2006，《踢踢踏》，和英出版社。

## 得獎
- 「聯合報讀書人2003年度最佳童書」獎
- 「好書大家讀-最佳少年兒童讀物」獎
- 1989義大利波隆那童書展入選獎

## 相關
- 國立成功大學藝術研究所學生黃愛真撰寫碩士畢業論文-徐素霞<媽媽,外面有陽光>圖畫書中的女性主體研究[3]。